# Четвертий наречений
«Четвертий наречений» — радянський художній фільм, знятий на кіностудії «Грузія-фільм» у 1972 році.

## Сюжет
До Гураму звертається керівник інститутського гуртка народної пісні з проханням про допомогу в пошуку рідкісних мотивів. Гурам відправляється в рідне село, де хоче зробити запис пісень у виконанні місцевих людей похилого віку. Заодно він хоче одружитися з Нелі, але батьки проти: їм здається, що він ще занадто молодий, щоб одружитися. Дід Нелі теж виступає проти весілля — йому не подобається Гурам і то, як той ставиться до зібраних пісень. Але Гураму вдається схилити впертого старого на свою сторону, запросивши Нелі в інститутський ансамбль. Гурам і Нелі разом виконують пісню, і все село дивиться телетрансляцію. Приготування до весілля починаються в той же день.

## У ролях
- Тінатін Варданашвілі — Нелі
- Георгій Кавтарадзе — Гурам
- Коте Даушвілі — Кіріле
- Бадрі Бегалішвілі — Чіпіліа
- Георгій Гегечкорі — диригент
- Дато Данелія — Отарі
- Мака Дзігоєва — Мака
- Олена Кіпшидзе — Ксенія (дублювала Олександра Харитонова)
- Александре Купрашвілі — Апрасіон
- Картлос Марадішвілі — Коста
- Вахтанг Михелідзе — Манавелі
- Іраклій Ніжарадзе — Іраклі
- Вахтанг Нінуа — Абесалом
- Мавр Пясецький — Діджон
- Гіві Тохадзе — Діомід
- Дудухана Церодзе — Домна
- Грігол Цітайшвілі — Нодар
- Варлам Цуладзе — Іполіт
- Чітолія Чхеїдзе — бабуся
- Гульнара Емхварі — Нана
- Роланд Какаурідзе — колгоспник
- Манучар Шервашидзе — селянин
- Карина Шмаринова — перекладачка

## Творча група
- Режисер — Ніколоз Санішвілі
- Сценаристи — Гія Бадрідзе, Ніколоз Санішвілі
- Оператор — Гіві Рачвелішвілі
- Композитор — Гомар Сіхарулідзе
- Художник — Ніколоз Казбегі